# Raymond Cattell
Ne doit pas être confondu avec James McKeen Cattell.
Raymond Bernard Cattell, né le 20 mars 1905 à West Bromwich et mort le 2 février 1998 à Honolulu, est un psychologue et professeur d'université anglo-américain. Il a été un auteur très prolifique et a travaillé sur plusieurs thèmes allant de la personnalité à la cognition et l'intelligence.
Dans le domaine de l'étude de l'intelligence, s'appuyant sur des techniques d'analyses factorielles, il a théorisé l'existence de deux formes d'intelligence à l'origine des capacités cognitives humaines : l'intelligence fluide et l'intelligence cristallisée.
Son impact sur la compréhension de l'intelligence a été important et salué par la communauté scientifique, mais ses positions sur le darwinisme social ont été fortement décriées par cette même communauté et ont fait l'objet de polémiques, notamment lorsque l'APA a voulu lui remettre un titre honorifique pour saluer l'ensemble de sa carrière scientifique en 1997.

## Biographie
Raymond Cattell est né à West Bromwich en Angleterre. Il a étudié à l'université de Londres, où il a obtenu un baccalauréat en sciences en 1924. Au départ étudiant en chimie, il s'est ensuite tourné vers la psychologie. Il a voyagé aux États-Unis pour faire des recherches à l'université Columbia.
Il s'est marié deux fois et a eu cinq enfants et sept petits-enfants.
À partir de 1975, il a appartenu au comité de patronage de Nouvelle École.
Il est mort en 1998 à Honolulu, Hawaï.

## Contributions scientifiques

### Intelligence fluide et intelligence cristallisée
En 1941, Cattell a mis en évidence une différence entre l'intelligence dite fluide, le facteur g fluide (indépendante de la connaissance, mesurée par exemple par les matrices progressives de Raven) et l'intelligence dite cristallisée ou facteur g cristallisé (qui correspond aux connaissances),. Tout comme Jensen, il considère que l'intelligence fluide est un investissement (investment en anglais), permettant les processus d'apprentissage qui résultent en de nombreuses habiletés cognitives, le vocabulaire et l'information mais aussi tout ce qui résulte de la pensée et est acquis lors de la scolarisation et dans la vie. En cela son idée est proche de celle de Jensen qui voyait le facteur g comme une source d'énergie irremplaçable.
Cette idée sera remise en cause par la suite, les deux types d'intelligence étant vus plutôt comme deux fonctions relativement dépendantes l'une de l'autre, ou en interaction, et non pas comme l'une (fluide) fournissant l'énergie à l'autre (cristallisée).

### Évolution de la théorie de Cattell
Des analyses factorielles de John Horn (1965) et John Carroll (1993) ont permis de valider les facteurs trouvés par Cattell et de développer son modèle qui a évolué pour devenir une théorie de l'intelligence représentée par trois niveaux : théorie de l'intelligence en trois strates de Carroll. La combinaison des deux théories (de Cattell et de Carroll) donne le modèle de Cattell-Horn-Carroll (CHC). Elle a continué à être développée par McGrew (2005), Schneider et McGrew (2012), Flanagan (2013). La théorie CHC est la plus utilisée par les spécialistes en intelligence humaine s'appuyant sur les découvertes de la psychométrie.

### Contributions en psychologie de la personnalité
Ses travaux l'ont conduit à dénombrer seize traits de personnalité (personality factors) mesurables. Il a mis au point un questionnaire de personnalité mesurant ces 16 traits (16PF Questionnaire),.

## Critiques
Cattell a été critiqué pour l'intérêt qu'il portait à l'eugénisme de Francis Galton et au Pioneer Fund, une association raciste américaine qui a publié plusieurs de ses textes dans la revue Mankind Quarterly. En 1997, l'Association américaine de psychologie, qui voulait remettre à Cattell une médaille d'or pour l'ensemble de son œuvre dans le domaine de la psychologie, a conduit une enquête pour vérifier l'exactitude des reproches faits à Cattell. Avant que ces démarches n'aboutissent, ce dernier a publiquement déclaré qu'il abhorrait le racisme et a, par avance, refusé le prix. Il est décédé peu après.
Le professeur William H. Tucker a publié un ouvrage dans lequel il accuse Cattell d'avoir (en 1937) tenu en grande sympathie la politique raciale nazie. Les accusations de racisme et d'affinités avec l'eugénisme nazi contre Cattell génèrent de grandes polémiques.
En 2016, Flynn indique que Cattell doit être lu « sélectivement ». Bien que ses recherches sur l'intelligence aient eu un grand impact sur la psychologie, ses positions religieuses l'amènent à fonder une religion basée sur le darwinisme social. Il suggère que les américains noirs devraient être placés dans des réserves et traités avec gentillesse s'ils sont d'accord pour contribuer à leur extinction, ce qu'il appelle la « genthanasia ».

## Ouvrages (sélection)
- (en) Psychology and social progress : Mankind and destiny from the standpoint of a scientist, Londres, C. W. Daniel, 1933.
- (en) The fight for our national intelligence, Londres, P. S. King, 1937.
- (en) The scientific analysis of personality, Harmondsworth, Penguin, 1965.
- (en) A new morality from science : Beyondism, New York, Pergamon, 1972.
- (en) Beyondism : Religion from science, New York, Praeger, 1987.